# Paraphrynus robustus
Espèce
Synonymes
- Hemiphrynus robustus Franganillo, 1931
- Hemiphrynus nudus Franganillo, 1931
- Paraphrynus astes Mullinex, 1975

Paraphrynus robustus est une espèce d'amblypyges de la famille des Phrynidae.

## Distribution
Cette espèce est endémique de Cuba. Elle se rencontre dans les provinces de Holguín, de Guantánamo, de Santiago de Cuba et de Granma.

## Description
La femelle décrite par Quintero en 1983 mesure 28 mm.

## Publication originale
- Franganillo, 1931 : Excursiones arachnológicas, durante el mes de agosto de 1930. Estudios de Belen, vol. 1931, no 29, p. 116-120.